# Делло
Делло (італ. Dello) — муніципалітет в Італії, у регіоні Ломбардія, провінція Брешія.
Делло розташоване на відстані близько 440 км на північний захід від Рима, 70 км на схід від Мілана, 17 км на південний захід від Брешії.
Населення — 5687 осіб (2014).
Щорічний фестиваль відбувається 23 квітня. Покровитель — святий Юрій.

## Демографія
Населення за роками:

Станом на 1 січня 2023 року в муніципалітеті офіційно проживало 629 іноземців з 40 країн, серед них 145 громадян країн Євросоюзу та 33 громадяни України.

## Сусідні муніципалітети
- Аццано-Мелла
- Баньйоло-Мелла
- Барбарига
- Капріано-дель-Колле
- Корцано
- Лонгена
- Маїрано
- Оффлага